# Sesamo apriti (album)
Sesamo apriti è l'unico album di colonne sonore del doppiaggio italiano del programma Sesamo apriti.
L'album è stato pubblicato solo in Italia nel 1978. L'album contiene 19 brani, canzoni e musiche scritte e composte da Jeff Moss e Joe Raposo e poi doppiate in italiano.

## Tracce

### Lato A
- "Sesamo apriti"
- "Corri corri"
- "Il calendario"
- "Se devi farlo, fallo"
- "Enne, enne"
- "Ninna nanna del koala"
- "Canguro no"
- "Volo"
- "l'uovo e la gallina"

### Lato B
- "Vecchie auto"
- "Mi piace la P"
- "la Canzone del fiatone"
- "Fringuello fa il nido"
- "Bambolina"
- "L'importante è mangiare"
- "Non mi va"
- "Famiglie"
- "Topolini"
- "Dormi dormi"